# Naja ashei
Naja ashei este o specie de șerpi din genul Naja, familia Elapidae, descrisă de Wolfgang Wüster și Donald G. Broadley în anul 2007. Conform Catalogue of Life specia Naja ashei nu are subspecii cunoscute.